# Assedio di Vidin (1913)
L'assedio di Vidin fu un tentativo dell'esercito serbo di impadronirsi della città bulgara di Vidin durante la seconda guerra balcanica. L'assedio ebbe luogo tra il 12 e il 18 luglio 1913.

## Sfondo
All'inizio della guerra, la prima armata bulgara era situata nel nord-ovest della Bulgaria. La sua avanzata in territorio serbo ebbe successo tra il 22 e il 25 giugno, ma l'intervento inaspettato della Romania nella guerra e la ritirata dell'esercito bulgaro dal fronte contro la Grecia costrinsero il capo di stato maggiore bulgaro a trasferire la maggior parte delle truppe del paese nella regione della Macedonia. Durante la ritirata attraverso la città di Ferdinand (oggi Montana), gran parte della 9ª divisione di fanteria si ammutinarono e si arresero ai rumeni il 5 luglio. Di conseguenza, solo una piccola forza di miliziani rimase per affrontare la controffensiva serba nelle aree di Belogradchik e Vidin.
L'8 luglio, la guarnigione di Belogradchik fu sopraffatta dall'avanzata dei serbi del gruppo di Timok e una piccola parte dei soldati bulgari che erano sopravvissuti all'assalto dei serbi si ritirò a Vidin. Il giorno successivo i serbi entrarono a Belogradchik mentre la loro cavalleria bloccava il collegamento via terra con Vidin dal resto della Bulgaria. Nei pressi del villaggio di Bela Rada fu combattuta una sanguinosa battaglia tra l'avanguardia serba e una squadra di ricognizione bulgara, che poi dovette ritirarsi.

## Accerchiamento serbo di Vidin
Entro il 12 luglio, l'esercito serbo di Timok (tra 16 e 21 battaglioni con 54 cannoni, comprese le batterie di obici) circondò Vidin da tutte le direzioni. La città era difesa da circa 1 200 soldati regolari e 3 000 miliziani, armati con un totale di 52 cannoni (la maggior parte dei quali obsoleti). In generale, i bulgari erano scarsamente equipaggiati e disponevano di poche munizioni. Il 14 luglio i serbi iniziarono a bombardare i bastioni e la città stessa. Il comandante bulgaro, il generale Krastyu Marinov, si rifiutò di arrendersi due volte. Il bombardamento incessante continuò per tre giorni consecutivi, causando perdite militari insignificanti per la parte bulgara.

## Assalto alla fortezza
Nel tardo pomeriggio del 17 luglio, dopo un lungo bombardamento di artiglieria, una divisione di fanteria serba attaccò il settore occidentale di Vidin, situato tra i villaggi di Novoseltsi e Smardan. Quella sera due attacchi serbi vennero respinti dai bulgari. Il 18 luglio i serbi notificarono al generale Marinov l'armistizio che era stato firmato lo stesso giorno a Bucarest. Successivamente i serbi si ritirarono dalla regione.